# Sölvason
Sölvason ist ein isländischer Name.

## Herkunft und Bedeutung
Der Name ist ein Patronym und bedeutet Sohn des Sölvi. Die weibliche Entsprechung ist Sölvadóttir (Tochter des Sölvi).

## Namensträger
- Ellert Sölvason (1917–2002), isländischer Fußballspieler
- Snævar Sölvi Sölvason (* 1985), isländischer Filmregisseur und Drehbuchautor
- Sveinn Sölvason (* 1978), isländischer Badmintonspieler